# Лукьянцев, Сергей Михайлович
Сергей Михайлович Лукьянцев (род. 29 декабря 2004, Уссурийск, Приморский край) — российский хоккеист, нападающий московского «Спартака».

## Биография
Воспитанник уссурийского хоккея. В 2021 году дебютировал в МХЛ за хоккейный клуб «Сарматы». 21 ноября 2021 года дебютировал в ВХЛ против московской «Звезды». Всего в сезоне 2021/22 провёл 65 игр и набрал 28 (17+11) очков, при показателе полезности −21.
22 марта 2022 года перешёл в систему московского «Спартака». 5 сентября 2022 года дебютировал за МХК «Спартак» в матче против «Тайфуна», набрав два (0+2) очка. Всего в сезоне 2022/23 набрал 16 (6+10) очков за 55 игр. 1 сентября 2023 года дебютировал за воскресенский «Химик» в матче против «Югры». В матче против «Норильска» отметился своей первой шайбой в ВХЛ.
Сезон 2024/25 начал в МХЛ, также привлекался к матчам за «Химик». 28 января оформил покер в матче МХЛ против «АКМ». 13 декабря 2024 года был выбран для участия на Кубке вызова МХЛ. 1 февраля 2025 года в составе сборной Запада стал победителем Кубка вызова МХЛ. Был выбран на Матч звёзд КХЛ 2025, в котором был признан MVP матча за 3-е место, набрав четыре (2+2) очка.
13 февраля 2025 года дебютировал в КХЛ в московском дерби против «Динамо» (1:4). Свою первую шайбу в КХЛ забросил 2 марта 2025 года в игре против омского «Авангарда» (1:5). 26 марта забросил свою первую шайбу в плей-офф КХЛ в матче против череповецкой «Северстали». 24 мая 2025 года вместе с МХК «Спартак» стал обладателем Кубка Харламова. В сезоне 2024/25 Лукьянцев провёл 103 матча за клубы системы «красно-белых», установив рекорд для всего российского хоккея. 1 июня 2025 года заключил новый контракт со «Спартаком» на три года.

## Достижения
- Обладатель Кубка Харламова: 2025

## Статистика
| Легенда | Легенда                    | Легенда | Легенда                   | Легенда | Легенда    |
| ------- | -------------------------- | ------- | ------------------------- | ------- | ---------- |
| И       | Количество проведённых игр | Штр     | Штрафное время            | +/−     | Плюс-минус |
| Г       | Голы                       | П       | Голевые передачи          | О       | Очки       |
| -       | Статистика неизвестна      | —       | Статистика не учитывалась |         |            |